# Liste der Biografien/Vera
Liste der Biografien |
Portal Biografien |
Personensuche
# |
A |
B |
C |
D |
E |
F |
G |
H |
I |
J |
K |
L |
M |
N |
O |
P |
Q |
R |
S |
T |
U |
V |
W |
X |
Y |
Z |
?
 
Va |
Ve |
Vh |
Vi |
Vj |
Vl |
Vn |
Vo |
Vr |
Vs |
Vt |
Vu |
Vy
 
Vea |
Veb |
Vec |
Ved |
Vee |
Veg |
Veh |
Vei |
Vej |
Vek |
Vel |
Vem |
Ven |
Veo |
Veq |
Ver |
Ves |
Vet |
Veu |
Vev |
Vex |
Vey |
Vez
 
Vera |
Verb |
Verc |
Verd |
Vere |
Verf |
Verg |
Verh |
Veri |
Verj |
Verk |
Verl |
Verm |
Vern |
Vero |
Verp |
Verq |
Verr |
Vers |
Vert |
Veru |
Verv |
Verw |
Very |
Verz
Die Liste der Biografien führt alle Personen auf, die in der deutschsprachigen Wikipedia einen Artikel haben. Dieses ist eine Teilliste mit 74 Einträgen von Personen, deren Namen mit den Buchstaben „Vera“ beginnt.

## Vera
- Vera (* 1986), österreichische Soul- und R&B-SängerinVera (* 1986)

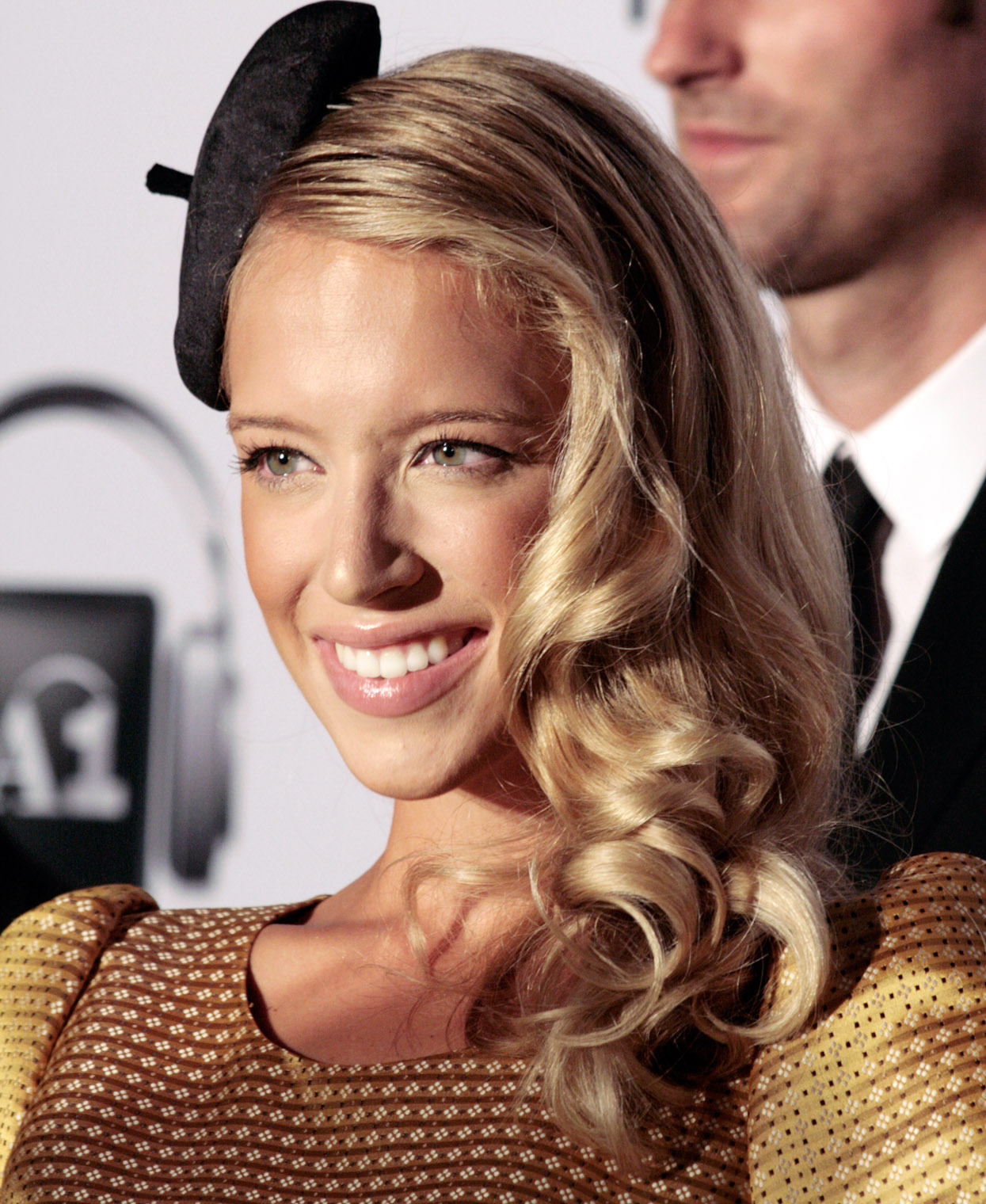
Vera (* 1986)

- Vera Colona, Héctor Eduardo (* 1962), peruanischer Bischof von Ica
- Vera Intriago, Francisco Ovidio (1942–2014), ecuadorianischer Geistlicher, Weihbischof in Portoviejo
- Vera López, José Raúl (* 1945), mexikanischer Ordensgeistlicher, emeritierter römisch-katholischer Bischof von Saltillo
- Vera Plasencia, Juan Carlos (* 1961), peruanischer Geistlicher, Militärbischof von Peru
- Vera Rivera, Juan Carlos (* 1960), chilenischer Fußballspieler
- Vera Sigueñas, Deivy (* 1992), peruanischer Schachspieler
- Vera Soto, Guillermo Patricio (* 1958), chilenischer Geistlicher, römisch-katholischer Bischof von Rancagua
- Vera y Talonia, Fortino Hipólito (1834–1898), mexikanischer Geistlicher, Bischof von Cuernavaca
- Vera y Zuria, Pedro María (1874–1945), mexikanischer Geistlicher, Erzbischof von Puebla de los Ángeles
- Vera, Abel, uruguayischer Straßenradrennfahrer
- Vera, Ana-Maria (* 1965), US-amerikanische Pianistin
- Vera, Antonio (* 1972), deutscher Hochschullehrer, Professor für Betriebswirtschaftslehre an der Deutschen Hochschule der Polizei
- Vera, Apolonides, chilenischer Fußballspieler
- Vera, Augusto (1813–1885), italienischer Philosoph
- Vera, Billy (* 1944), US-amerikanischer Sänger, Schauspieler, Schriftsteller und Musikhistoriker
- Vera, Carlos (1928–2022), chilenischer Leichtathlet
- Vera, Carlos (* 1976), ecuadorianischer Fußballschiedsrichter
- Vera, Carolina (* 1973), chilenisch-deutsche SchauspielerinCarolina Vera (* 1973)

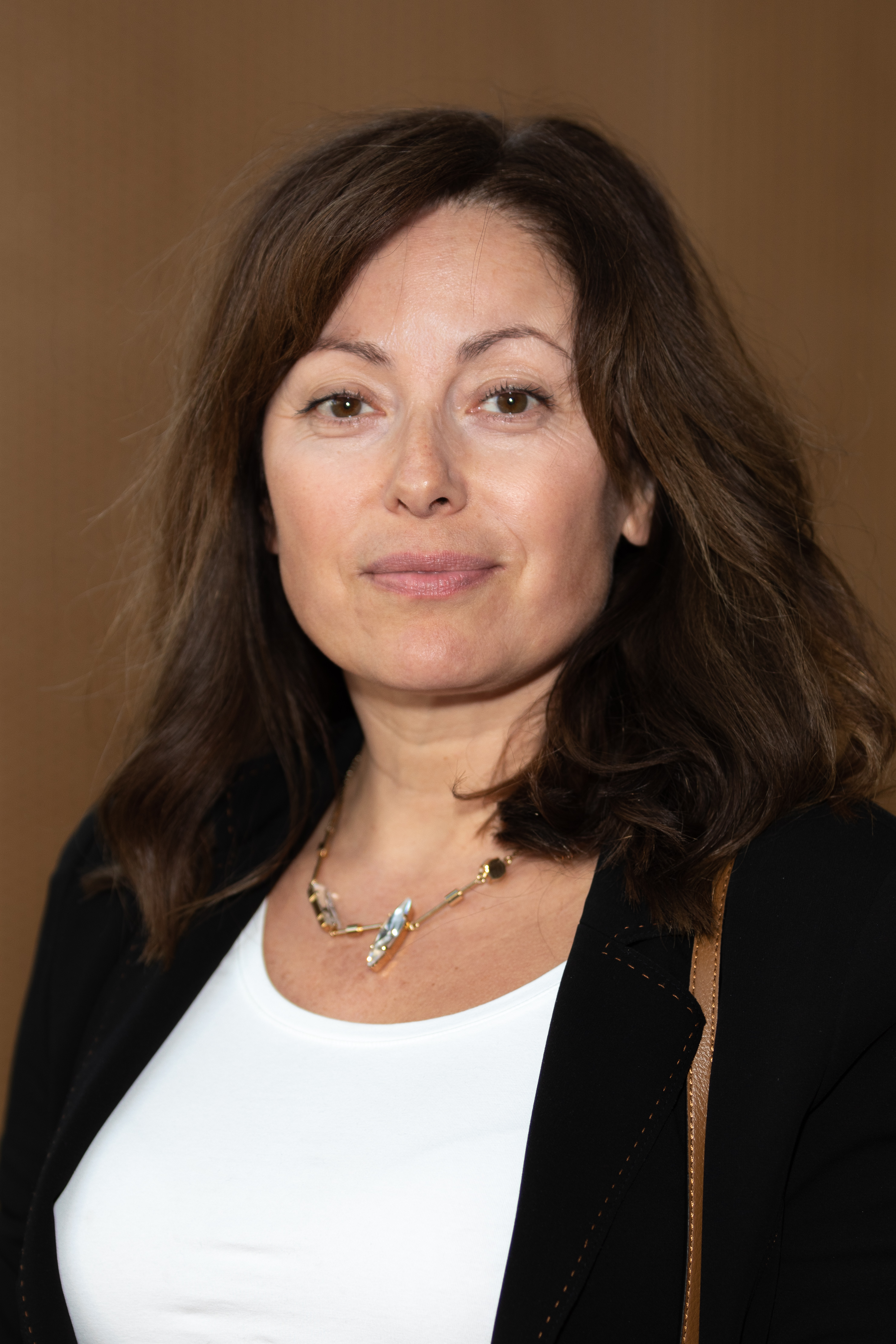
Carolina Vera (* 1973)

- Vera, Danny (* 1977), niederländischer Sänger, Musiker und Songwriter
- Vera, Diego (* 1985), uruguayischer Fußballspieler
- Vera, Eladio (* 1948), paraguayischer Fußballspieler
- Vera, Enrique (* 1954), mexikanischer Geher
- Vera, Enrique (* 1979), paraguayischer Fußballspieler
- Vera, Enzo (* 1983), chilenischer Fußballspieler
- Vera, Erasmo (1923–1989), chilenischer Fußballspieler
- Vera, Erik (* 1992), mexikanischer Fußballspieler
- Vera, Eusebio Guilarte (1805–1849), bolivianischer Politiker
- Vera, Fernando (1945–2021), mexikanischer Fußballspieler
- Vera, Fernando (* 1954), chilenischer Radrennfahrer
- Vera, Gerardo (1947–2020), spanischer Kostümbildner, Production Designer, Schauspieler, Film- und Theaterregisseur
- Vera, Jacinto (1813–1881), brasilianischer Geistlicher, römisch-katholischer Bischof von Montevideo und Seliger
- Vera, Jaime (* 1963), chilenischer Fußballspieler
- Vera, Joey (* 1963), US-amerikanischer Bassist
- Vera, Juan de (1453–1507), italienischer Geistlicher, Erzbischof von Salerno und Kardinal
- Vera, Lucas (* 1997), argentinischer Fußballspieler
- Vera, Luis (1929–2014), chilenischer Fußballspieler
- Vera, Luis Alberto (* 1943), uruguayischer Fußballspieler
- Vera, María Teresa (1895–1965), afro-kubanische Singer-Songwriterin, Gitarristin und Komponistin
- Vera, Noelia (* 1989), paraguayische Leichtathletin
- Vera, Pedro de († 1505), kastilisch-andalusischer Eroberer und Gouverneur
- Vera, Pedro José (* 1984), spanischer Bahn- und Straßenradrennfahrer
- Vera, Reynaldo (* 1961), kubanischer Schachmeister
- Vera, Ricardo (* 1962), uruguayischer Leichtathlet
- Vera, Saúl (* 1959), venezolanischer Mandolinen- und Bandolaspieler
- Vera, Virginia (1898–1949), argentinische Sängerin, Gitarristin, Komponistin und Schauspielerin
- Vera, Yvonne (1964–2005), simbabwische Schriftstellerin
- Vera-Ellen (1921–1981), US-amerikanische Schauspielerin
- Vera-Tucker, Alijah (* 1999), US-amerikanischer American-Football-Spieler

### Verac
- Verachtert, Jozef (1932–1967), belgischer Radrennfahrer
- Veracini, Antonio (1659–1733), italienischer Violinist und Komponist des Barock
- Veracini, Francesco Maria (1690–1768), italienischer Violinist und Komponist
- Veracruz, Vanessa (* 1987), US-amerikanische Pornodarstellerin und Regisseurin

### Verag
- Veraguth, Gérold (1914–1997), Schweizer Maler, Zeichner und Lithograf
- Veraguth, Noah (* 1987), Schweizer Pop-Rock-MusikerNoah Veraguth (* 1987)

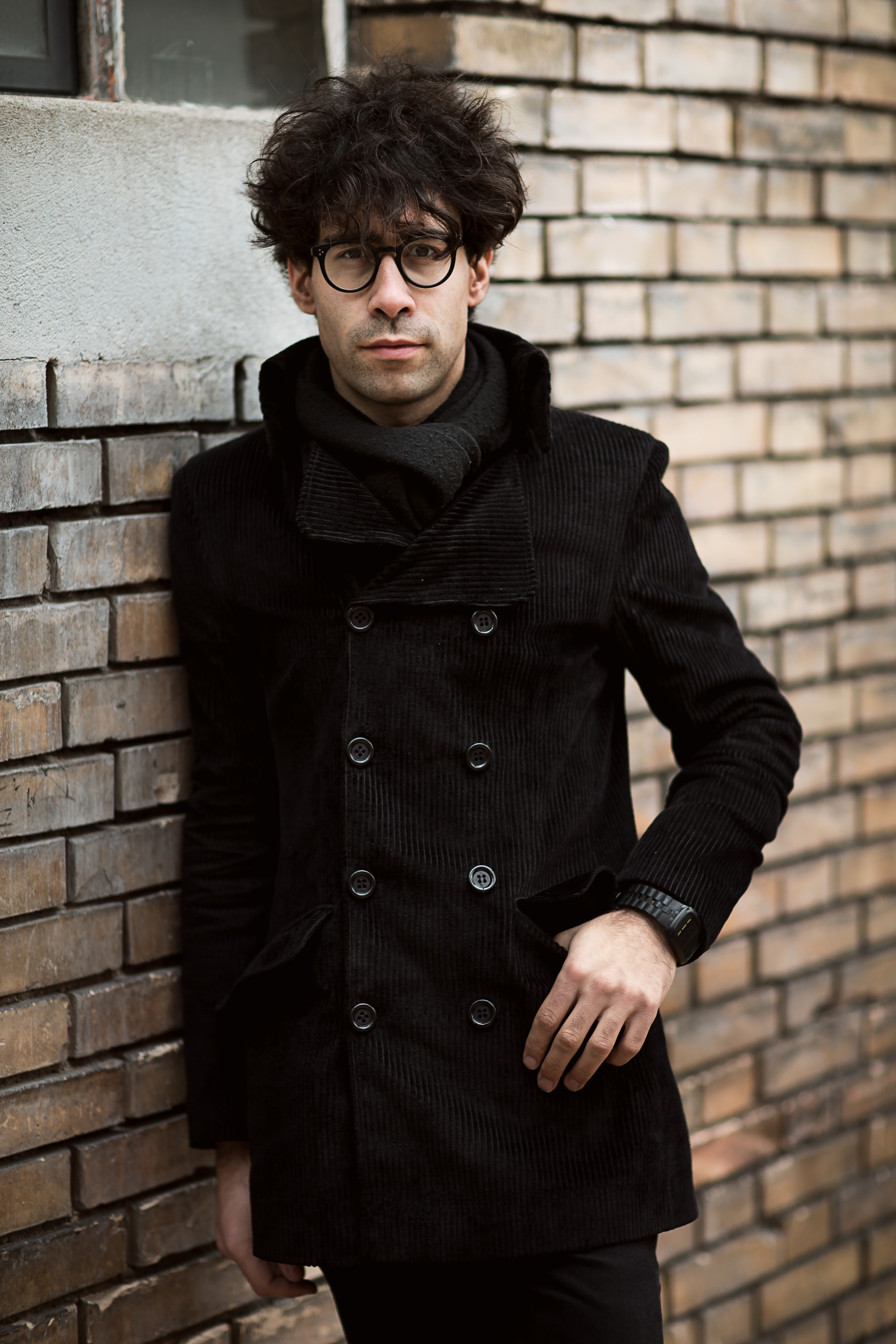
Noah Veraguth (* 1987)

- Veraguth, Otto (1870–1944), Schweizer Neurologe

### Veral
- Veraldi, Gabriel (1926–2009), Schweizer Schriftsteller
- Verallo, Fabrizio († 1624), italienischer Kardinal und römisch-katholischer Bischof
- Verallo, Girolamo († 1555), italienischer Geistlicher
- Verallo, Paolo Emilio, italienischer Geistlicher

### Veram
- Vérame, Jean (* 1939), französischer Künstler belgischen Ursprungs

### Veran
- Véran, Jules (1868–1960), französischer Journalist, Romanist und Provenzalist
- Véran, Olivier (* 1980), französischer Politiker (PS), Mitglied der Nationalversammlung
- Veran, Traude (* 1934), österreichische Schriftstellerin
- Vérane, Léon (1886–1954), französischer Dichter
- Veranes, Sibelis (* 1974), kubanische Judoka
- Veranius Saturninus, römischer Öffizier
- Veranius, Quintus († 58), römischer Konsul 49 n. Chr.
- Veranus von Cavaillon, Bischof
- Vérany, Jean-Baptiste (1800–1865), französischer Zoologe und Malakologe
- Veranzio, Fausto (1551–1617), Diplomat, Gelehrter und Geistlicher, Verfasser eines fünfsprachigen WörterbuchesFausto Veranzio (1551–1617)

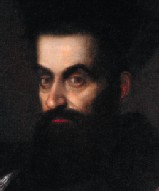
Fausto Veranzio (1551–1617)

### Veras
- Veras, Nelson (* 1977), brasilianischer Jazzgitarrist

### Verat
- Veratschnig, Nikolas (* 2003), österreichischer Fußballspieler

### Veraw
- Verawaty Wiharjo (1957–2021), indonesische Badmintonspielerin